# صالح لرباس
صالح لرباس (انگلیسی: Salah Larbès؛ زادهٔ ۱۶ سپتامبر ۱۹۵۲) یک بازیکن فوتبال اهل الجزایر است.
از باشگاه‌هایی که در آن بازی کرده‌است می‌توان به باشگاه فوتبال القبائل اشاره کرد. وی عضو تیم ملی فوتبال الجزایر در جام جهانی فوتبال ۱۹۸۲ بوده است.